# Ronald John Stern
Ronald John Stern (Chicago, 20 de janeiro de 1947) é um matemático estadunidense.
Foi palestrante convidado do Congresso Internacional de Matemáticos em Berlim (1998: Construction of smooth 4-manifolds, com Ronald Fintushel).
Foi eleito membro da Associação Americana para o Avanço da Ciência e fellow da American Mathematical Society.

## Obras
- com Fintushel: Constructing lens spaces by surgery on knots, Mathematische Zeitschrift, Volume 175, 1980, p. 33–51
- com Fintushel: An exotic free involution of {\displaystyle S^{4}}, Annals of Mathematics, Volume 113, 1981, S. 357–365
- Instantons and the topology of 4-manifolds,  Mathematical Intelligencer, Volume 5, 1983,  p. 39–44 (zu den Arbeiten von Simon Donaldson und Michael Freedman, die ihnen die Fields-Medaille eintrugen)[2], pdf
- Gauge theories as a tool for low dimensional topologists, in W. Jäger, J. Moser, R. Remmert: Perspectives in mathematics. Anniversary of Oberwolfach 1984, Birkhäuser 1984, p. 497–508
- com Fintushel: Pseudofree orbifolds, Annals of Mathematics, Volume 122, 1985, p. 335–364
- com Fintushel: Instanton homology of Seifert fibred homology three spheres", Proceedings of the London Mathematical Society, Volume 61, 1990, p. 109–137
- com Fintushel: Immersed spheres in 4-manifolds and the immersed Thom conjecture, Turkish Journal of Mathematics, Volume 19, 1995, p. 145–157
- com Fintushel: The blowup formula for Donaldson invariants, Annals of Mathematics, Volume 143, 1996, p. 529–546
- com Fintushel: Rational blowdowns of smooth 4-manifolds, Journal of Differential Geometry, Volume 46, 1997, p. 181–235
- com Fintushel: Constructions of smooth 4-manifolds. Proceedings of the International Congress of Mathematicians, Vol. II (Berlin, 1998). Doc. Math. 1998, Extra Vol. II, 443–452
- com Fintushel: Knots, links, and 4-manifolds, Inventiones mathematicae, Volume 134, 1998, p. 363–400,  Arxiv
- com Fintushel: Symplectic surfaces in a fixed homology class, J. Diff. Geom., Volume 52, 2000, p. 203–222
- com Fintushel: Families of simply connected 4-manifolds with the same Seiberg-Witten invariants, Topology, Volume 43, 2004, p. 1449–1467
- com Fintushel: Invariants for Lagrangian tori, Geom. Topol., Volume 8, 2004, p., 947-968]
- com Stern: Tori in symplectic 4-manifolds, Geometry and Topology Monographs, Volume 7, 2004, Proceedings of the Casson Fest, p. 311–333
- com Fintushel, B. D. Park: Reverse engineering small 4-manifolds, Algebraic & Geometric Topology, Volume 7, 2007, p. 2103–2116
- com Fintushel: Six Lectures on Four 4-manifolds,  Low dimensional topology, IAS/Park City Math. Ser. 15, Amer. Math. Soc., Providence, RI, 2009, p. 265–315